# Борисов, Алексей Николаевич
Алексе́й Никола́евич Бори́сов (2 [14] февраля 1889, Нижний Новгород — 21 ноября 1937, Барнаул) — русский и советский художник — пейзажист, график, декоратор и педагог.

## Биография
Родился 2 (14) февраля 1889 в Нижнем Новгороде. В 1908—1910 годы учился в Харьковской городской школе рисования и живописи, одновременно был учеником декоратора в Харьковском оперном театре. Затем в качестве вольнослушателя учился в Московском училище живописи, ваяния и зодчества, посещал частные художественные студии Москвы (Ф. И. Рерберга, И. И. Машкова, А. П. Большакова).
В 1912—1917 годы учился в школе Императорского общества поощрения художеств (Петроград).

…работаю в эскизном классе у Рериха, по композиции и графике у Билибина, класс живописи у Рылова и по декорационной живописи у Химоны— из автобиографии А. Н. Борисова
Несколько раз получал премии за декоративные работы; за работы по рисунку и живописи Педагогическим советом школы был премирован поездкой по России для зарисовок памятников старины и быта. В 1915 году после возвращения из поездки на Соловецкие острова провёл первую персональную выставку в школе Императорского общества поощрения художеств. Одновременно в 1913—1917 годы работал помощником декоратора в Театре музыкальной драмы, Малом театре, театре «Палас».
После революции до июня 1918 года работал художником в петроградском Пролеткульте.
В 1918 году приехал на Алтай; жил в с. Элекмонар, с осени — в Чемале, где читал лекции по рисованию в Высшем начальном училище и учительской семинарии.

Алтай на меня производит громадное впечатление. Я с удовольствием слежу за всякими изменениями, изучаю горы и восхищаюсь переливами красок, бегущими облаками и изгибами быстрой реки Катуни.— из дневника А. Н. Борисова
Создал в Горном Алтае театр — Народный дом в Чемале, где был руководителем, а также постановщиком, режиссером, декоратором и актером. Силами учителей и учащихся там ставились спектакли, осуществлялись постановки балетов, организовывались праздники для детей.

Лично устроил детский балет, склеил из окрашенной бумаги головные уборы и другие украшения. Балет назывался «В замке Черномора». Публике очень и очень понравилось.— из дневника А. Н. Борисова
С 1923 года жил в Барнауле, куда был приглашён на должность преподавателя рисования и ручного труда школы имени III Коминтерна. В период с 1923 по 1937 гг. художник вел уроки рисования в Алтайской губернской опытно-показательной школе I и II ступени имени III Коминтерна, школах № 103, 25, 26. Читал лекции по изобразительному искусству в Барнаульском педагогическом техникуме и Барнаульском учительском институте. С 1925 по 1928 и с 1936 по 1937 гг. он организовал, руководил и преподавал в художественных студиях Барнаула. Многие из учеников Борисова, ходившие в эти студии, впоследствии стали профессиональными художниками: Ф. А. Филонов, Б. М. Астахов, Л. Н. Нарицын, П. И. Будкин, С. А. Шицин и др.
Параллельно с творческой и педагогической деятельностью Алексей Николаевич проводил большую общественную работу. Он был инициатором объединения художников города и края, постоянно писал в местной периодической печати — газете «Красный Алтай» о необходимости художественного воспитания населения, о сохранении художественного музея, организованного в Барнауле в 1920 году художниками Алтайского художественного общества, выступал с предложениями проведения публичных лекций по искусству, организации библиотеки для художников.
Участвовал в работе 1-го Сибирского съезда художников (1927, Новосибирск), был избран секретарём барнаульского филиала Всесибирского общества «Новая Сибирь». С 1934 года — член Западно-Сибирского союза советских художников, председатель его барнаульского филиала.
Работал декоратором в Летнем театре Алтайского губернского отдела народного образования, в Барнаульском городском театре. С 1931 года являлся членом Городского репертуарного комитета (горреперткома) по приёму спектаклей в театрах и клубах города и консультантом при Барнаульском городском литературном объединении (горЛИТО) по приёму изопродукции художественного фонда и оформления города.
Тематика произведений Алексея Николаевича Борисова была разнообразна. Это пейзажи, портреты, серии работ, посвященные партизанскому движению на Алтае, теме индустриализации и коллективизации в стране. Его работам присуща своя особая выразительность, трепетность и поэтичность, достоверность свидетельства очевидца. Сохранившиеся произведения художника показывают, что он был не только знаком со всем новым, что возникало в искусстве рубежа XIX-XX веков, но и совершенствовал свое творчество в русле этих тенденций. Как отмечала искусствовед Н. С. Царёва: «Он органично впитал в себя традиции русского и европейского искусства, в его творчестве преломилось мировидение Петрова-Водкина и Гогена, Рериха и Сезанна».
Алексей Николаевич Борисов жил в сложное историческое время. Годы его обучения и становления как художника пришлись на смену общественного и политического строя в стране. Период его зрелости совпал со временем, когда художники стали работать в совершенно новых для них условиях, каких до того никогда не было, когда они стремились разобраться в сложных путях современного искусства и найти свое место в нем. Оказавшись по стечению обстоятельств на Алтае, Борисов своим творчеством, общественной и педагогической деятельностью внес большой вклад в становление изобразительного искусства на Алтае, развивая и обогащая его. Он был одним из первых художников, заложивших фундамент, на котором уже в конце 1930-х — начале 1950-х гг. стал формироваться творческий коллектив профессиональных художников Алтая.
Умер от сердечного приступа (страдал тяжёлым пороком сердца вследствие неправильно леченого ревматизма) 21 ноября 1937 года; похоронен 24 ноября на Булыгинском кладбище Барнаула.

### Семья
Жена (с апреля 1919) — Александра Михайловна Борисова (в девичестве Юдина).
- сын — Олег[19]
- дочери — Светлана и Людмила [20]

## Творчество
персональные выставки
- 1915 — Первая персональная выставка «Отчет о поездке по России». Петроград, Школа Императорского общества поощрения художеств.
- 1936 — Барнаул (в здании школы № 25) — 402 работы[19]
- 1938 — «Посмертная выставка картин художника Алексея Николаевича Борисова за 26-летний период его художественной деятельности». Организована при содействии Отдела по делам искусств Алтайского краевого исполнительного комитета. Барнаул, Алтайский краевой краеведческий музей (ныне Алтайский государственный краеведческий музей).

участие в выставках
- 1909 — Выставка этюдов учащихся харьковских художественных учебных организаций. Харьков.
- 1912 — Выставка работ учащихся студии И. И. Рерберга. Москва.
- 1913 — Выставка произведений Ассоциации молодых художников. Санкт-Петербург.
- 1914—1915 — Выставка произведений общества «Товарищество независимых». Петроград.
- 1914—1916 — Выставки произведений харьковских художников. Харьков.
- 1926 — Выставка произведений художников общества «Новая Сибирь». Новосибирск.
- 1927 — 1-я Всесибирская выставка живописи, скульптуры, графики и архитектуры. Новосибирск, Красноярск, Томск.[21]
- 1930 — Первая выставка картин, этюдов и эскизов барнаульской группы общества «Новая Сибирь». Барнаул, Бийск[22]
- 1933 — Выставка картин, этюдов и эскизов Барнаульского филиала Союза советских художников. Барнаул[14]
- 1934 — Вторая Западно-Сибирская краевая выставка живописи, графики, скульптуры, изосамодеятельности. Новосибирск.
- 1937 — Третья Западно-Сибирская краевая художественная выставка живописи, графики, скульптуры и рисунка. Новосибирск.

В 1946 году 703 работы А. Н. Борисова были переданы его супругой в Краеведческий музей Барнаула; утрачены в 1950-е годы.
68 художественных, графических и декорационных работ А. Н. Борисова хранятся в Государственном художественном музее Алтайского края и экспонируются на выставках и в экспозициях музеях.
```
 Работы
```

"Портрет Жены в чёрном"(1919)
"Портрет Жены у берёзы(1919-1935)
"Автопортрет"(1935)
"Портрет сына Олега"(1936)
"Красные признаки"(1927)
"Вид с горы Элекмонар"(1918)
"Река Шебелик"(1926)

## Комментарии
1. ↑  Ныне — Барнаульский государственный педагогический колледж.

## Память о художнике А. Н. Борисове
28 декабря 1994 года Постановлением Алтайского краевого Законодательного Собрания № 169 за могилой художника Борисова был закреплен статус Памятника истории регионального значения, регистрационный номер в Едином государственном реестре объектов культурного наследия народов РФ 221711082340005.